# Gndevaz
Gndevaz (en arménien Գնդեվազ) est une communauté rurale du marz de Vayots Dzor, en Arménie. Elle compte 963 habitants en 2008.
Le monastère de Gndevank est situé sur le territoire de cette communauté.